# Colerain Township (comté de Lancaster, Pennsylvanie)
Colerain Township est un township situé au sud-est de la partie centrale du comté de Lancaster, en Pennsylvanie, aux États-Unis,. En 2010, il comptait une population de 3 635 habitants.

## Démographie
Lors du recensement de 2010, le township comptait une population de 3 635 habitants. Elle est estimée, en 2018, à 3 811 habitants.

### Source de la traduction
- (en) Cet article est partiellement ou en totalité issu de l’article de Wikipédia en anglais intitulé « Colerain Township, Lancaster County, Pennsylvania » (voir la liste des auteurs).